# Rothschildia lebeau
Rothschildia lebeau är en fjärilsart som beskrevs av Guérin-meneville 1868. Rothschildia lebeau ingår i släktet Rothschildia och familjen påfågelsspinnare. Inga underarter finns listade.

## Bildgalleri

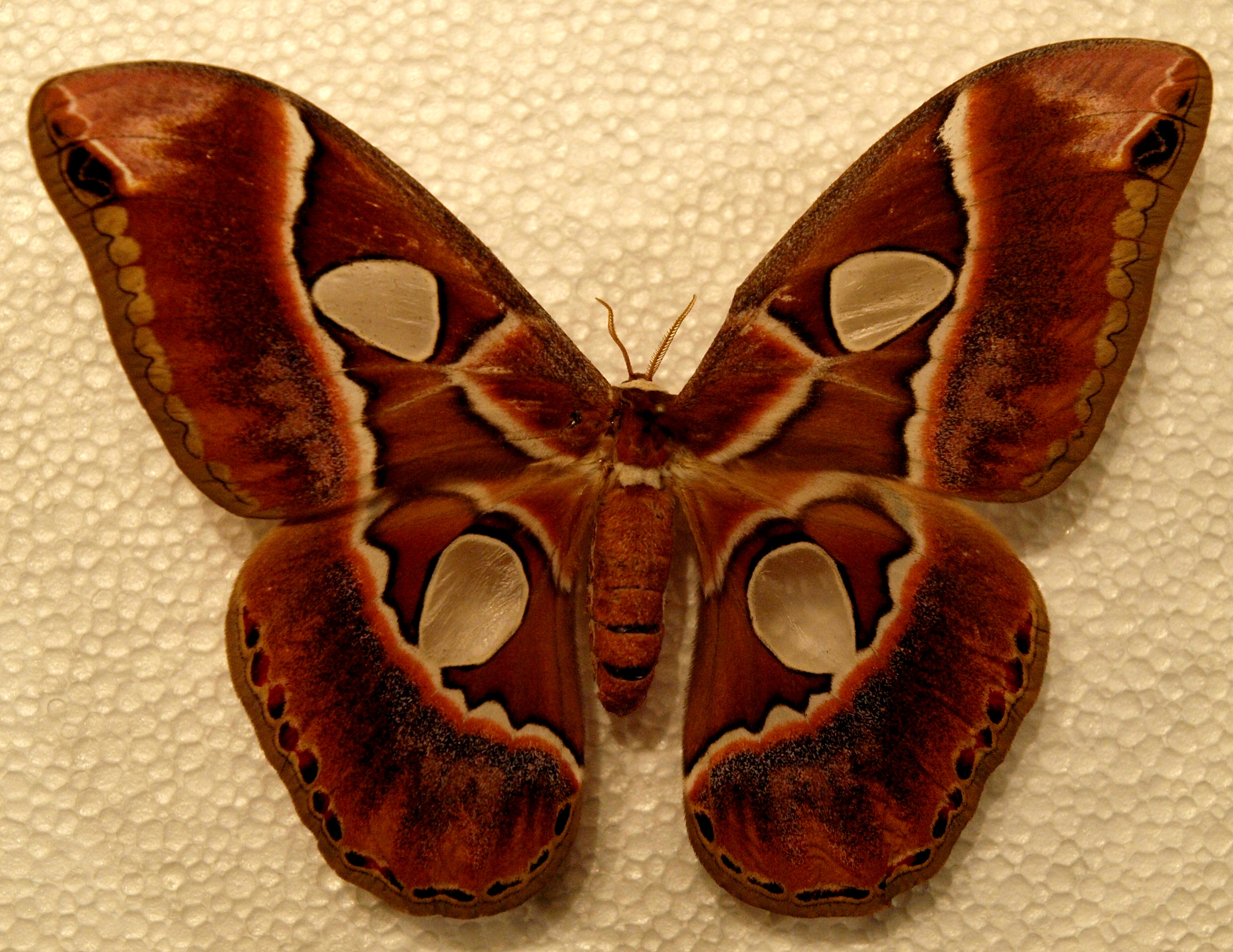
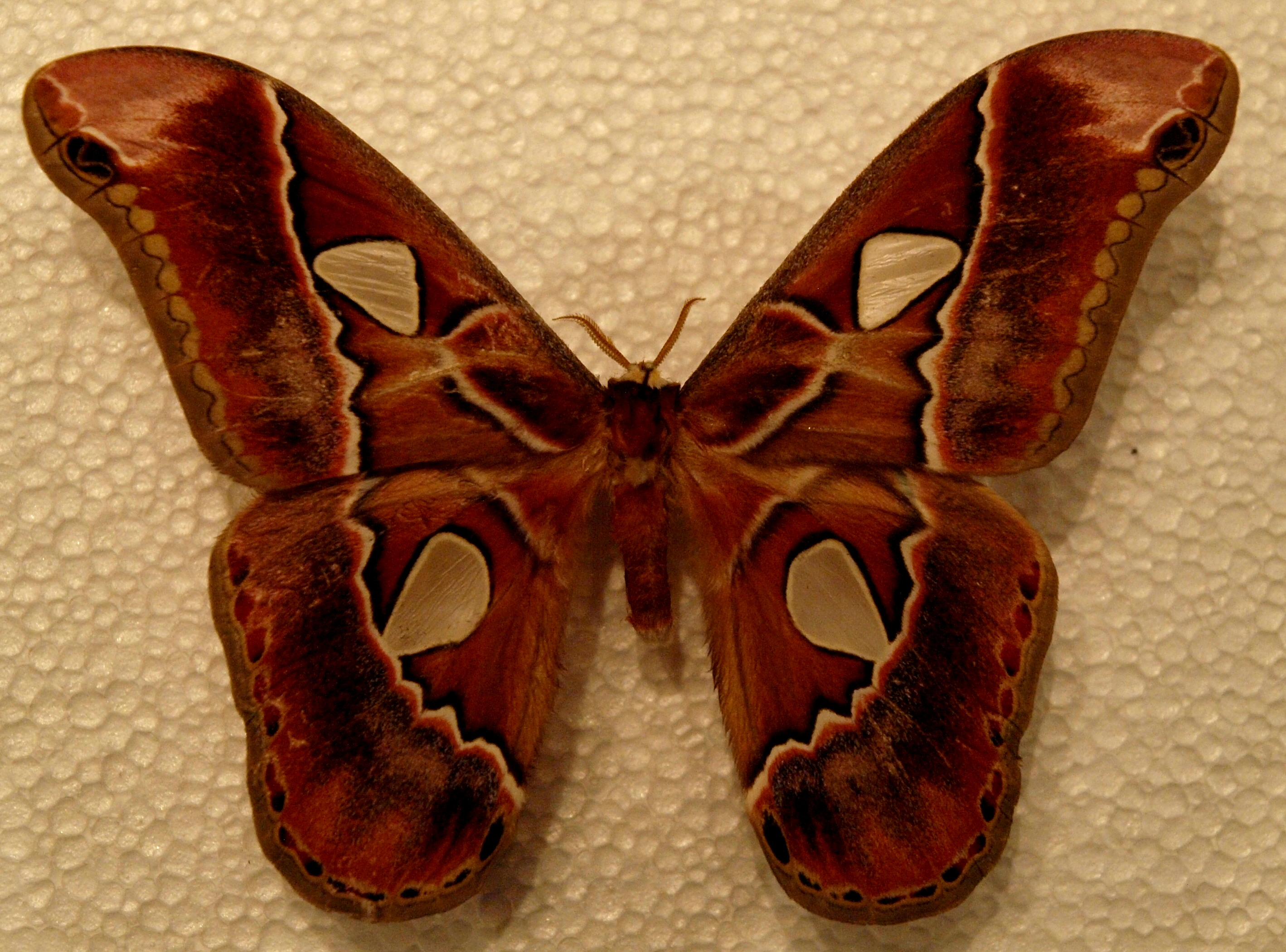